# Choi Min-Jeong
Choi Min-Jeong (Hangul: 최민정; Seongnam, 9 de septiembre de 1998) es una patinadora de velocidad sobre pista corta surcoreana.

## Vida personal
Estudia en la Universidad Yonsei en Seúl.

## Carrera
Se incorporó al equipo surcoreano en 2014. En ese año ganó el campeonato mundial juvenil, celebrado en Erzurum (Turquía) en los 1000 metros.

### Copas Mundiales
Obtuvo su primera medalla de oro individual en el evento de 1500 metros en la Copa Mundial de patinaje de velocidad sobre pista corta de las temporadas 2014-2015, celebrada en Montreal (Canadá).
Posee el actual récord mundial en 1500 metros, obtenido en 2016 con un tiempo de 2:14.354, en la Copa Mundial de 2016-2017 en Salt Lake City (Estados Unidos).

### Campeonatos mundiales
Ha ganado siete medallas de oro en el Campeonato Mundial de patinaje de velocidad sobre pista corta.
En el campeonato de 2015 en Moscú (Rusia) ganó el oro en los eventos de 1000 metros, 3000 metros y relevo de 3000 metros, ganando además en la tabla general. En el evento de 1500 metros obtuvo una medalla de bronce, mientras que en los 500 quedó en último lugar en la final B.
En el campeonato de 2016 en Seúl (Corea del Sur) volvió a ganar el oro en la tabla general. También ganó medallas de oro en los 1000 metros y relevo de 3000 metros, además de la medalla de plata en los 1500 metros. En los 500 metros quedó en cuarto lugar, y en los 3000 metros en el sexto.

### Juegos Asiáticos
En los Juegos Asiáticos de Invierno de 2017 en Sapporo (Japón) ganó la medalla de oro en los 1500 metros y en el relevo de 3000 metros, como así también la medalla de plata en los 1000 metros y la medalla de bronce en la prueba de 500 metros.

### Juegos Olímpicos de Pyeongchang
En los Juegos Olímpicos de Invierno de 2018 en Pyeongchang (Corea del Sur), ganó la medalla de oro en el evento de relevo de 3000 metros femenino junto a Shim Suk-Hee, Kim Ye-Jin y Kim A-Lang, con un tiempo de 4:07.361. También obtuvo la medalla de oro en los 1500 metros, contando en dicho evento con la presencia del presidente surcoreano, Moon Jae-in.
También participó en la final de los 500 metros, donde fue penalizada, beneficiando así a Yara van Kerkhof de Países Bajos y Kim Boutin de Canadá. Choi se había mantenido en el tercer lugar hasta la tercera vuelta, mejorando luego al segundo lugar. En la última vuelta, intentó pasar por la italiana Arianna Fontana e hizo contacto en la última curva, motivo de la sanción en su contra.